# Saint-Pardoux-le-Vieux
Saint-Pardoux-le-Vieux este o comună în departamentul Corrèze din centrul Franței. În 2009 avea o populație de 283 de locuitori.

## Evoluția populației
| An        | 1975 | 1982 | 1990 | 1999 | 2006 | 2009 |
| --------- | ---- | ---- | ---- | ---- | ---- | ---- |
| Populație | 208  | 218  | 185  | 239  | 280  | 283  |